# Armando Círio
Armando Círio OSI (eigentlich Cirio; * 30. April 1916 in Calamandrana, Italien; † 11. August 2014 in Cascavel, Brasilien) war ein italienisch-brasilianischer Ordensgeistlicher und erster römisch-katholischer Erzbischof von Cascavel.

## Leben
Armando Cirio trat der Ordensgemeinschaft der Oblaten des Heiligen Joseph in Asti bei und empfing am 29. Juni 1940 die Priesterweihe. Während des Zweiten Weltkriegs war er Direktor eines Waisenhauses, Schulleiter und Diözesanlehrer im Bistum Asti. 1947 ging er nach Brasilien und wurde Vikar und nach einem Jahr Pfarrer in Botucatu im Bundesstaat São Paulo. Nach einem weiteren Jahr wurde er als Pfarrer von Apucarana in den Bundesstaat Paraná versetzt, wo er als Missionar wirkte und im Westen Paranás nahe der paraguayischen Grenze ein breites Apostolat entfaltete.
Papst Johannes XXIII. ernannte ihn am 14. Mai 1960 zum ersten Bischof des im Vorjahr errichteten Bistums Toledo. Der Apostolische Nuntius in Brasilien, Erzbischof Armando Lombardi, spendete ihm am 28. August desselben Jahres die Bischofsweihe; Mitkonsekratoren waren Geraldo Fernandes Bijos CMF, Bischof von Londrina, und Manuel da Silveira d’Elboux, Erzbischof von Curitiba. Am 11. September desselben Jahres wurde Cirio in das Amt eingeführt. Als Bischof lusophonisierte man seinen Namen für den Gebrauch in Brasilien auch zu Círio. Sein bischöflicher Wahlspruch lautete Ardere et Illuminare („Brenne und erleuchte“).
Armando Cirio war Konzilsvater der ersten und dritten Sitzungsperiode des Zweiten Vatikanischen Konzils.
Papst Paul VI. ernannte ihn am 5. Mai 1978 zum ersten Bischof des mit gleichem Datum errichteten Bistums Cascavel. Am 16. Oktober 1979 erhob Papst Johannes Paul II. die Diözese mit der Bulle Maiori Christifidelium zum Metropolitanbistum, womit Círio auch der erste Erzbischof von Cascavel wurde. Am 27. Dezember 1995 nahm der Papst seinen altersbedingten Rücktritt an. Er lebte bis zu seinem Tod in Cascavel und war zuletzt einer der ältesten lebenden Bischöfe Brasiliens.